# Вршац (городское поселение)
Вршац (серб. Град Вршац) — городское поселение в Сербии, входит в Южно-Банатский округ автономного края Воеводина.
Население городского поселения составляет 53 290 человек (2007 год), плотность населения составляет 67 чел./км². Занимаемая площадь — 800 км², из них 77,1 % используется в промышленных целях.
Административный центр городского поселения — город Вршац. Городское поселение Вршац состоит из 24 населённых пунктов, средняя площадь населённого пункта — 33,3 км².

## Статистика населения
| Год  | Население, чел. |
| ---- | --------------- |
| 1991 | 54 801          |
| 2001 | 54 486          |
| 2002 | 54 402          |
| 2003 | 54 228          |
| 2004 | 54 055          |
| 2005 | 53 828          |
| 2006 | 53 579          |
| 2007 | 53 290          |

## Этническая структура
По переписи населения Сербии 2002 года основные этнические группы в общине:
- сербы — 39 418 чел. (72,5 %);
- румыны — 5913 чел. (10,87 %);
- венгры — 2619 чел. (4,81 %);
- цыгане — 1186 чел. (2,18 %);
- югославы — 1019 чел. (1,87 %).

## Населённые пункты
На территории городского поселения расположены 24 населённых пункта — город Вршац и 23 села: Ватин, Велико-Средиште, Влайковац, Войводинци, Вршачки-Ритови, Гудурица, Загаица, Избиште, Куштиль, Мали-Жам, Мало-Средиште, Марковац, Месич, Орешац, Павлиш, Парта, Потпорань, Ритишево, Сочица, Стража, Ульма, Шушара и Ябланка.

## Образование
В 2003—2004 учебном году на территории общины было 27 основных и 4 средние школы, в то время (2003—2004 гг.), там обучался 4671 ученик в основных школах и 2742 ученика в средних.